# Margita Stefanović
Margita Magi Stefanović (Beograd, 1. travnja 1959. – Beograd, 18. rujna 2002.), bila je srbijanska glazbenica, najpoznatija kao klavijaturistica beogradskog rock sastava Ekatarina Velika (EKV).

## Životopis
Margita Stefanović rođena je u Beogradu 1959. godine kao jedinica u obitelji beogradskog kazališnog i TV-redatelja Slavoljuba Stefanovića-Ravasija.
Srednju glazbenu školu završava u klasi s Ivom Pogorelićem s kojim uzima privatne sate kod ruskog profesora Timikina. Kao apsolutna sluhistica i uz Pogorelića najtalentiranija u klasi dobiva ponudu za nastavak školovanja na moskovskom konzervatoriju. Ponudu je odbila i u Beogradu upisuje studij arhitekture koji uspješno završava 1984. godine. Kao studentica osvaja treću nagradu na međunarodnom natječaju u Japanu za rad na temu uređenja crnogorskog sela Reževići. Istodobno važi i za jednu od najtalentiranijih klasičnih pijanistica.
Prekretnicu u njezinoj glazbenoj karijeri predstavlja prisustvo na koncertu tek osnovanog sastava Milana Mladenovića Katarina II u kino sali "Topčiderska zvezda". Prvog svibnja 1982. godine upoznaje članove sastava Električni orgazam, a kroz druženje s njima i Milana Mladenovića. Mladenović je, fasciniran njezinim talentom i voljom za istraživanjem, poziva neka se pridruži skupini, te kupuje sintesajzer na kojem Stefanovićeva vježba. Nakon povratka s tromjesečnog puta po Južnoj Americi, Margita Stefanović postaje stalnom članicom sastava.
Katarina II 1985. godine mijenja ime u Ekatarina Velika i djeluje sve do 1994. godine. Tijekom tog razdoblja Margita Stefanović sklada i kazališnu glazbu (predstave Klasni neprijatelj, Tri sestre, S one strane duge i Majka hrabrost) kao i TV glazbu (drama Plavi, plavi), radi kao producentica (Karlowy Vary) i gostuje na albumima mnogih jugoslavenskih sastava (Elvis J. Kurtović, Van Gogh, Babe). Godine 1985. pojavljuje se u filmu Gorana Markovića Tajvanska kanasta u ulozi sestre glavnog junaka. U filmu se pojavljuje i EKV izvodeći pjesmu "Tatu" (engl. Tatoo).
Nakon raspada Ekatarine Velike nastavlja se baviti glazbom. S nekoliko beogradskih glazbenika krajem 1994. godine osniva sastav Kurajberi koji uglavnom izvodi obrade stranih i domaćih hitova po beogradskim klubovima. Godine 1995. osniva sastav EQV  glazbenikom Vladimirom Stojićem i izdaje CD Ti si sav moj bol (nazvan po pjesmi Ekatarine Velike) za bečku izdavačku kuću Coop Arts & Crafts Unlimited. Na CD-u se nalazi i tehno obrada istoimene pjesme. U tom razdoblju nastavlja gostovati i na albumima i koncertima jugoslavenskih sastava i povremeno svira sa sastavima Glisersi, Zion banda i Direktori.
Krajem 1990-ih njezina glazbena aktivnost slabi. Godine 2002. sklada glazbu za predstavu beogradske redateljice Hajdane Baletić Kaput mrtvog čoveka što je i njezino posljednje glazbeni djelo.
Margita Stefanović je posljednje tjedne života provela u beogradskom Centru za smještaj beskućnika, a umrla je 18. rujna 2002. godine, na beogradskoj Infektivnoj klinici.

## Vanjske povezice
- Priča o tragičnoj sudbini i kraju Magi iz grupe EKV: Pad crnog anđela (B92, 28. kolovoz 2015)